# Ian Lang
Ian Lang, Baron Lang of Monkton (* 27. Juni 1940 in Glasgow, Schottland) ist ein britischer Politiker der Conservative Party und Life Peer.

## Leben
Nach der Schulausbildung an der Rugby School sowie am Sidney Sussex College in Cambridge war er als Versicherungsmakler und -agent bei Lloyd’s of London tätig.
Lang wurde nach zwei erfolglosen Kandidaturen als Kandidat der Conservative Party erstmals bei den Unterhauswahlen 1979 als Mitglied in das Unterhaus (House of Commons) gewählt und vertrat in diesem zunächst den Wahlkreis Galloway. Bei den darauffolgenden Wahlen 1983 wurde er dann für den Wahlkreis Galloway and Upper Nithsdale in das Unterhaus gewählt und gehörte diesem nach Wiederwahlen 1987 und 1992 bis zum Jahr 1997 an.
1987 wurde er von Premierministerin Margaret Thatcher erstmals als „Juniorminister“ mit der Wahrnehmung von Regierungsarbeit betraut und war zunächst Staatsminister im Ministerium für Schottland. 
In der Regierung von Thatchers Nachfolger John Major wurde er 1990 schließlich selbst Schottlandminister (Secretary of State for Scotland) und sah sich während seiner bis 1995 dauernden Amtszeit mit der schwierigen Aufgabe der Verwaltung des Landesteils betraut, zumal nur ein Achtel der Unterhausabgeordneten Schottlands Mitglieder der konservativen Tories waren.
Im Rahmen einer Kabinettsumbildung wurde Lang im Juli 1995 von Major zum Minister für Industrie und Handel (Secretary of State for Trade and Industrie) sowie zugleich zum Präsidenten des Board of Trade ernannt. Diese Ämter bekleidete er bis Mai 1997.
Als die Conservative Party bei den Unterhauswahlen im Mai 1997 eine schwere Niederlage gegen die Labour Party erlitt, gehörte auch er zu den prominenten Opfern, die ihren Wahlkreis verloren.
Nach seinem Ausscheiden aus dem Unterhaus wurde er als Life Peer mit dem Titel Baron Lang of Monkton, of Merrick and the Rhinns of Kells in Dumfries and Galloway, in den Adelsstand erhoben und gehört fortan dem Oberhaus (House of Lords) an.
Zugleich ist er wieder in der Privatwirtschaft tätig und seit 1997 Vorstandsmitglied von Marsh & McLennan Companies.